# Croton cooperianus
Croton cooperianus là một loài thực vật có hoa trong họ Đại kích. Loài này được (Croizat) Radcl.-Sm. & Govaerts mô tả khoa học đầu tiên năm 1997.